# Le Parfum de la dame en noir (1914)
Le Parfum de la dame en noir is een Franse misdaadfilm uit 1914 onder regie van Émile Chautard en Maurice Tourneur. Het scenario is gebaseerd op de gelijknamige roman uit 1908 van de Franse auteur Gaston Leroux.

## Verhaal
Mathilde Stangerson is pas hertrouwd. Haar eerste man keert terug en hij is vastbesloten om haar huwelijksgeluk om zeep te helpen. Joseph Rouletabille zal haar probleem oplossen.

## Rolverdeling
| Acteur             | Personage           |
| ------------------ | ------------------- |
| Fernande van Doren |                     |
| Jacques de Féraudy |                     |
| Jean Garat         |                     |
| Devalence          |                     |
| Marcel Simon       | Joseph Rouletabille |